# Étoile Carouge FC
Étoile Carouge FC is een Zwitserse voetbalclub uit Carouge, een voorstad van Genève. De club werd in 1904 opgericht. De traditionele kleuren zijn donkerblauw-wit. 

## Geschiedenis
Bij de oprichting werd de naam FC Carouge gekozen. In 1922 fuseerde men met FC Étoile Sportive du Léman om zo Étoile Carouge FC te vormen. In juni 1926 volgde opnieuw een fusie, dit keer met Carouge Stade FC, maar de naam van de fusieclub bleef ongewijzigd. 

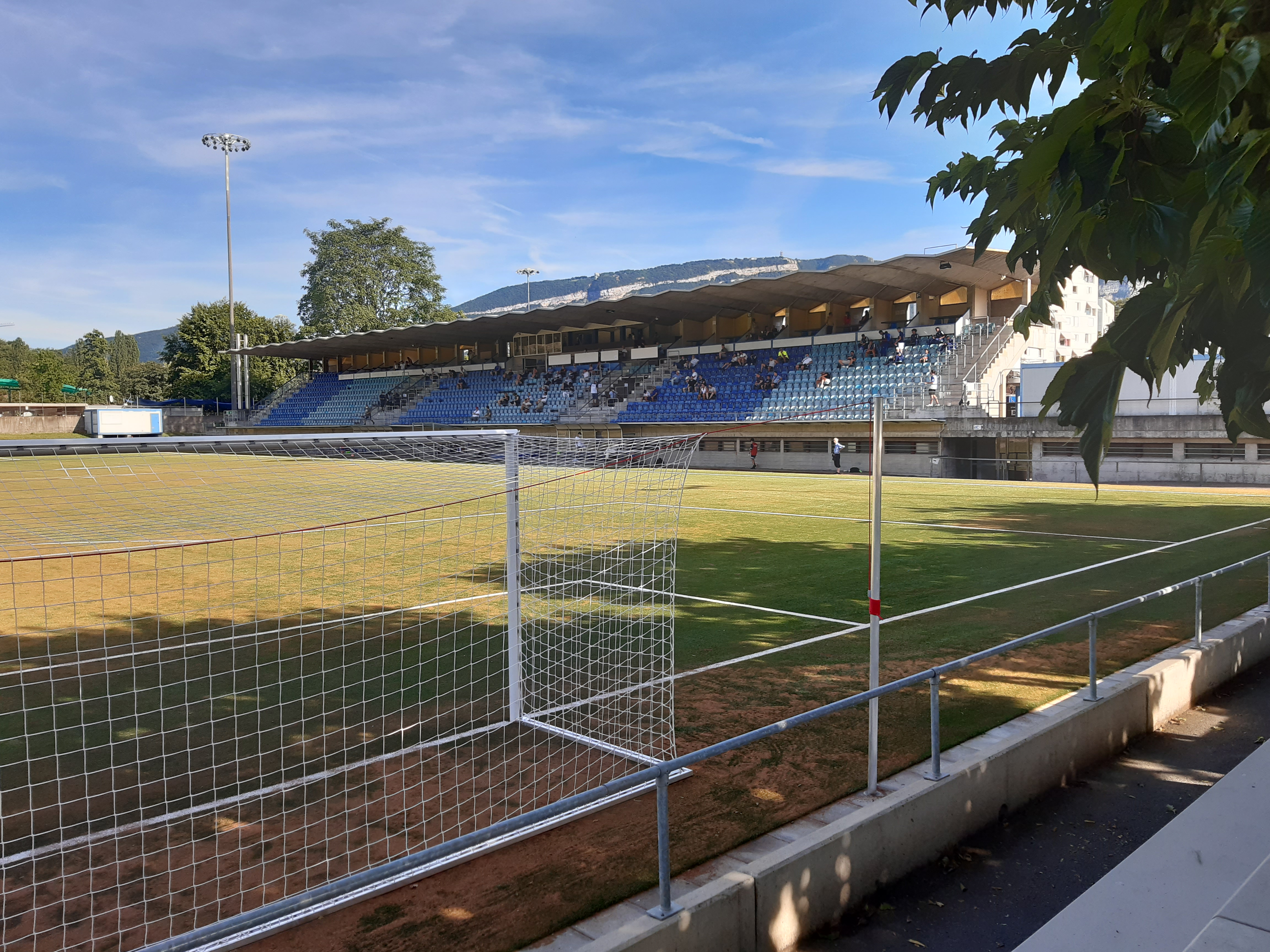
Stade de la Fontenette in een competitiewedstrijd tegen SC Brühl in 2020

De club speelde in totaal twaalf seizoenen in de hoogste klasse, waarvan in 1923 voor de eerste keer. Er volgde geen geslaagd debuutseizoen en het degradeerde direct weer. De problemen stapelden zich op en de club werd failliet verklaard. De clubnaam mocht volgens de reglementen hierdoor twintig jaar niet meer gebruikt worden. Men maakte een doorstart onder de naam L'Union Sport en later Carouge Stade. 
Nog geen tien jaar later, in 1945, mocht de naam Étoile Carouge FC opnieuw aangenomen worden. Hierna pendelde het lang heen en weer tussen de hoogste drie voetbalniveaus. In de jaren 1950 speelde de ploeg met een heel jong elftal waarvan meerdere spelers de nationale ploeg zouden halen en in de hoogste klasse spelen. In 1998 speelde men voor het laatst in de Super League. Na vier seizoenen op het tweede niveau moest de club degraderen naar de 1. Liga, het toenmalige derde niveau. 
Promotie naar de Challenge League volgde pas in 2011. Vanwege de competitiehervorming moest het al na één seizoen degraderen naar de nieuwgevormde Promotion League, ondanks dat men als dertiende eindigde van de in totaal zestien clubs. 
In 2015/2016 eindigde Étoile Carouge FC als zestiende en laatste waardoor degradatie naar het vierde niveau (1. Liga) volgde, een dieptepunt in de geschiedenis. Het duurde drie seizoenen alvorens men opnieuw naar het hoogste amateurniveau wist te promoveren.
- 1923 – 1933 - 1ste klasse
- 1934 – 1935 - 1ste klasse

## Eindklasseringen
- 1960 5e
1. Liga
- 1961 4e
1. Liga
- 1962 5e
1. Liga
- 1963 1e
1. Liga
- 1964 13e
Nationalliga B
- 1965 1e
1. Liga
- 1966 1e
1. Liga
- 1967 2e
1. Liga
- 1968 1e
1. Liga
- 1969 11e
Nationalliga B
- 1970 9e
Nationalliga B
- 1971 7e
Nationalliga B
- 1972 11e
Nationalliga B
- 1973 8e
Nationalliga B
- 1974 12e
Nationalliga B
- 1975 5e
Nationalliga B
- 1976 3e
Nationalliga B
- 1977 1e
Nationalliga B
- 1978 10e
Nationalliga A
- 1979 15e
Nationalliga B
- 1980 2e
1. Liga
- 1981 3e
1. Liga
- 1982 1e
1. Liga
- 1983 1e
1. Liga
- 1984 1e
1. Liga
- 1985 3e
Nationalliga B
- 1986 12e
Nationalliga B
- 1987 12e
Nationalliga B
- 1988 1e
Nationalliga B
- 1989 3e
Nationalliga B
- 1990 7e
Nationalliga B
- 1991 3e
Nationalliga B
- 1992 10e
Nationalliga B
- 1993 3e
Nationalliga B
- 1994 3e
Nationalliga B
- 1995 12e
Nationalliga B
- 1996 4e
Nationalliga B
- 1997 1e
Nationalliga B
- 1998 12e
Nationalliga A
- 1999 4e
Nationalliga B
- 2000 9e
Nationalliga B
- 2001 10e
Nationalliga B
- 2002 12e
Nationalliga B
- 2003 4e
1. Liga
- 2004 1e
1. Liga
- 2005 3e
1. Liga
- 2006 2e
1. Liga
- 2007 1e
1. Liga
- 2008 4e
1. Liga
- 2009 1e
1. Liga
- 2010 5e
1. Liga
- 2011 2e
1. Liga
- 2012 13e
Challenge League
- 2013 14e
Promotion League
- 2014 3e
Promotion League
- 2015 7e
Promotion League
- 2016 16e
Promotion League
- 2017 9e
1. Liga
- 2018 7e
1. Liga
- 2019 1e
1. Liga
- 2020 4e
Promotion League
- 2021 6e
Promotion League
- 2022 6e
Promotion League
- 2023 6e
Promotion League
- 2024 1e
Promotion League

- Niveau 1
- Niveau 2
- Niveau 3
- Niveau 4